# Baumber
Baumber är en ort och civil parish i Storbritannien.   Den ligger i grevskapet Lincolnshire och riksdelen England, i den sydöstra delen av landet, 190 km norr om huvudstaden London. Baumber ligger 69 meter över havet och antalet invånare är 168.
Terrängen runt Baumber är platt. Runt Baumber är det ganska tätbefolkat, med 75 invånare per kvadratkilometer. Närmaste större samhälle är Horncastle, 5,9 km sydost om Baumber. Trakten runt Baumber består till största delen av jordbruksmark.